# Bertoldine van Swieten
Bertoldine van Swieten (La Haya, 2 de abril de 1566 – 15 de octubre de 1647), encontrada en textos foráneos como Bartholda van Swieten y ocasionalmente como Bartholde van Swieten, fue una diplomática neerlandesa que se desempeñó como mediadora oficial entre las Provincias Unidas de los Países Bajos y los Países Bajos españoles de 1615 a 1629.
Su destacada e inusual carrera diplomática para su género en el siglo XVII inspiró una obra de 1854 llamada en neerlandés: Een haagsche joffer, lit. 'Una joven de La Haya'.

## Biografía
Bertoldine van Swieten nació el 2 de abril de 1566 en La Haya, entonces capital de la Holanda de las Diecisiete Provincias integradas en el Imperio de Felipe II de España, portador del título Heer der Nederlanden (Señor de los Países Bajos, creado por su padre) el mismo año que comenzaría la Beeldenstorm, el germen de la revuelta neerlandesa que iniciaría la guerra de los Ochenta Años y futuro reconocimiento de la independencia del país.
Bertoldine era hija de Adrián van Swieten (1532-1584), gobernador de Gouda, y de Josina van Naaldwijk (1540-1575). Se casó con Florent de T'Serclaes (Floris T'Serclaes en fuentes neerlandesa; 1540-1612), alguacil de Schoonhoven, en 1588. Era católica y pertenecía a una familia que abandonó el sur después de haberse puesto del lado de los protestantes, pero después de la firma de la Tregua de los doce años viajó de un lado a otro entre las Provincias Unidas de los Países Bajos (la Unión de Utrecht, provincias rebeldes de los Países Bajos, declararon formalmente su independencia en el Acta de abjuración de 1581) y las provincias neerlandesas bajo control español, ya que tenía propiedades en los Países Bajos españoles, donde además vivían sus hijas.
Este vaivén de viajes y las conexiones generadas en ellos convirtieron a Bertoldine van Swieten en una mensajera muy popular entre los territorios de ambos bandos. En 1615, las Provincias Unidas a través del Estatúder le confirieron a Van Swieten el cargo de directora general con una cartera relevante pero no concreta. En 1621, con la guerra a punto de reanudarse mediante el Asedio de Bergen op Zoom de 1622, se le encargaron las negociaciones como representante del estatúder de las Provincias Unidas, Mauricio de Nassau, y el cosoberano de los Países Bajos españoles, el archiduque de Austria Alberto VII, actuando como regente de su mujer y cosoberana, Isabel Clara Eugenia, hija de Felipe II de España. En las citadas negociaciones se quiso concretar la autoridad de cada una de las provincias para evitar enfrentamientos fronterizos durante la tregua, aunque al año siguiente volvería la guerra.
Después de esto, se desempeñó regularmente como diplomática y mensajera entre las dos cortes. Se le otorgó la autoridad formal para emitir negociaciones sobre asuntos de Estado, y sus gastos fueron cubiertos por el estado neerlandés independiente de facto. En 1621, la parte española prescindió de sus servicios por orden de Isabel Clara Eugenia que dijo de ella que tenía «una irresistible tendencia a revelar secretos de Estado y vanagloriarse de su papel». En 1624, fue responsable de una negociación sobre un intercambio de prisioneros. Su último encargo remunerado lo realizó en 1629.
Murió en La Haya el 15 de octubre de 1647, un año antes de que la Paz de Westfalia reconociese internacionalmente la República de los Siete Países Bajos Unidos.